# Капралос, Спирос
Спирос Капралос (греч. Σπύρος Καπράλος; род. 15 апреля 1955, Афины) — греческий бывший ватерполист и спортивный функционер. Президент Национального олимпийского комитета Греции с 2009 года, член Международного олимпийского комитета с 2019 года, президент Европейских олимпийских комитетов (ЕОК) с 2021 года. Неисполнительный председатель совета директоров судоходной компании Star Bulk Carriers с 2014 года.

## Биография
Изучал экономику в Афинском университете и получил степень магистра делового администрирования в бизнес-школе INSEAD во Франции.
В составе сборной Греции по водному поло принял участие в летних Олимпийских играх 1980 года в Москве и 1984 года в Лос-Анджелесе.
В 2000—2004 годах  — один из исполнительных директоров организационного комитета летних Олимпийских игр 2004 года в Афинах, являлся генеральным секретарём Олимпиады-2004.
Являлся заместителем председателя Национального банка Греции, заместителем председателя Bulgarian Postbank, управляющим директором Bank of Athens и имеет десятилетний опыт работы в банковской сфере в американском банке Bankers Trust (Банкерс траст компани, ныне Deutsche Bank) в Париже, Нью-Йорке, Афинах, Милане и Лондоне. С октября 2004 года по октябрь 2010 года — президент Фондовой биржи Афин и главный исполнительный директор Hellenic Exchanges Group. С 2008 по 2010 год — президент Федерации европейских фондовых бирж (FESE). С февраля 2011 года по июль 2014 года занимал должность главного исполнительного директора (CEO), президента и члена совета директоров компании Star Bulk Carriers, с июля 2014 года — неисполнительный председатель совета директоров. Компания владеет флотом балкеров и принадлежит канадскому инвестиционному фонду Brookfield Asset Management. С 1 января 2015 года также является главным исполнительным директором (CEO) компании Oceanbulk Container Carriers, принадлежащей компании Star Bulk Carriers.
В феврале 2009 года избран президентом Национального олимпийского комитета Греции, получил 18 из 29 голосов, сменил избранного в феврале 2005 года Миноса Кириаку, который получил 11 голосов. Переизбран в 2013, 2017 и 2021 году.
После смерти 1 июня 2020 года Янеза Кочиянчича временным главой Европейских олимпийских комитетов (ЕОК) стал Нильс Нюгор. 10 июня 2021 года Спирос Капралос избран президентом Европейских олимпийских комитетов.